# Гент — Вевельгем 2024
86-й выпуск  Гент — Вевельгем — шоссейной однодневной велогонки по дорогам Бельгии. Гонка прошла 24 марта 2024 года в рамках Мирового тура UCI 2024. Победу во второй раз в карьере одержал датский велогонщик Мадс Педерсен.

## Участники
Автоматически приглашения на гонку приняли все 18 команд категории UCI WorldTeam. Также организаторы пригласили ещё 7 команд категории ProTeam. Таким образом всего в гонке примет участие 25 команд.
| UCI WorldTeams (18)- Alpecin-Deceuninck - Arkéa-B&B Hotels - Astana Qazaqstan Team - Bahrain Victorious - Bora-Hansgrohe - Cofidis - Decathlon-AG2R La Mondiale - EF Education-EasyPost - Ineos Grenadiers - Intermarché-Wanty - Lidl-Trek - Soudal Quick-Step - Team dsm-firmenich PostNL - Team Jayco AlUla - Team Visma \| Lease a Bike - UAE Team Emirates - Movistar Team - Groupama-FDJ UCI ProTeams (7)- Israel-Premier Tech - Lotto Dstny - Uno-X Mobility - TotalEnergies - Q36.5 Pro Cycling Team - Team Flanders-Baloise - Tudor Pro Cycling Team |
| |

## Маршрут
Первые 100 километров гонки проходят почти ровно, но присутствуют участки с сильным ветром. Переход через холмистую местность сначала характеризуется подъемами на менее известные холмы Шерпенберг и Банеберг. Затем, примерно в 85 километрах от финиша, наступает очередь холма Монтеберг-Кеммельберг, на который по мощеной дороге Кеммель поднимаются по более длинной, но менее крутой восточной стороне (Бельведер). После этой горной зоны гонка покидает Западную Фландрию и делает петлю через Эно. Далее маршрут проходит по улицам Верхарда. Затем пелотон возвращается в Западную Фландрию на настоящий финал. Здесь гонщики проходят Монтеберг и Кеммельберг во второй раз. Затем через Шерпенберг и Банеберг и в третий раз подъезжают к Кеммелю. На этот раз через довольно крутую западную сторону (Оссуарий). Центр тяжести Гент — Вевельгема, несомненно, находится в этой части. После вершины Кеммель до финиша в Вевельгеме еще 34 километра. Кое-где дорога немного поднимается, особенно на участке сразу после перевала через Ипр, что всегда является решающим моментом. Но настоящих подъемов там больше нет. Прибытие по многолетней традиции произойдёт на Ванакерестраат в Вевельгеме.

## Ход гонки
Примерно в 350 метрах до финиша в оторвавшемся дуэте Матье начал атаку, но Мадс быстро пресёк его действия и легко уехал вперед. В 50 метрах от финишной черты Ван дер Пул уже признал поражение, и датчанин отпраздновал победу.

## Результаты
| \| Генеральная классификация \| Генеральная классификация \| Генеральная классификация \| Генеральная классификация \| Генеральная классификация \| \| Гонщик \| Гонщик \| Команда \| Время \| \| \| ------------------------- \| ------------------------- \| -------------------------- \| ------------------------- \| ------------------------- \| \| 1-й \| Мадс Педерсен \| Lidl-Trek \| 5ч 36' 00 \| \| \| 2-й \| Матье Ван дер Пул \| Alpecin-Deceuninck \| + 0 \| \| \| 3-й \| Йорди Мёйс \| Bora-Hansgrohe \| + 16 \| \| \| 4-й \| Йеспер Филипсен \| Alpecin-Deceuninck \| + 16 \| \| \| 5-й \| Джонатан Милан \| Lidl-Trek \| + 16 \| \| \| 6-й \| Улав Коэй \| Team Visma \\| Lease a Bike \| + 16 \| \| \| 7-й \| Биньям Гирмай \| Intermarché-Wanty \| + 16 \| \| \| 8-й \| Тим Мерлир \| Soudal Quick-Step \| + 16 \| \| \| 9-й \| Дилан Груневеген \| Team Jayco AlUla \| + 16 \| \| \| 10-й \| Маттео Трентин \| Tudor Pro Cycling Team \| + 16 \| \| |                   |                            |           |
| |                   |                            |           |
| Источник: ProCyclingStats |                   |                            |           |
| Генеральная классификация |                   |                            |           |
| Гонщик | Гонщик            | Команда                    | Время     |
| 1-й | Мадс Педерсен     | Lidl-Trek                  | 5ч 36' 00 |
| 2-й | Матье Ван дер Пул | Alpecin-Deceuninck         | + 0       |
| 3-й | Йорди Мёйс        | Bora-Hansgrohe             | + 16      |
| 4-й | Йеспер Филипсен   | Alpecin-Deceuninck         | + 16      |
| 5-й | Джонатан Милан    | Lidl-Trek                  | + 16      |
| 6-й | Улав Коэй         | Team Visma \| Lease a Bike | + 16      |
| 7-й | Биньям Гирмай     | Intermarché-Wanty          | + 16      |
| 8-й | Тим Мерлир        | Soudal Quick-Step          | + 16      |
| 9-й | Дилан Груневеген  | Team Jayco AlUla           | + 16      |
| 10-й | Маттео Трентин    | Tudor Pro Cycling Team     | + 16      |